# Princess Cruises
A Princess Cruises é uma empresa norte-americana de transporte marítimo sediada em Santa Clarita, Califórnia. Foi fundada em 1965 por Stanley McDonald e é atualmente uma subsidiária da Carnival Corporation & plc.